# Babatan (Mulak Ulu)
Babatan is een bestuurslaag in het regentschap Lahat van de provincie Zuid-Sumatra, Indonesië. Babatan telt 291 inwoners (volkstelling 2010).